# Sân bay Usinsk

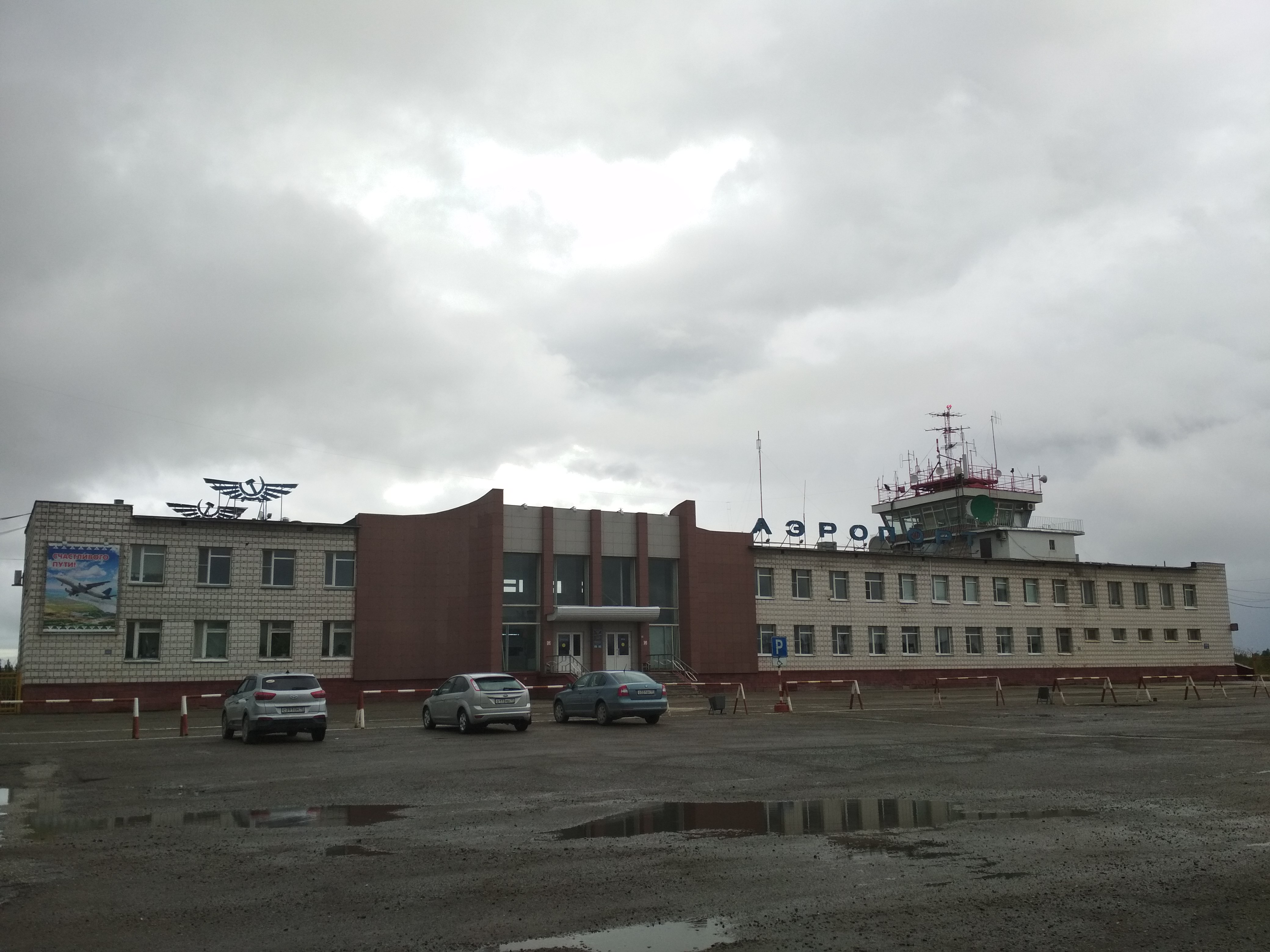
Sân bay Usinsk

Sân bay Usinsk (IATA: USK, ICAO: UUYS) là một sân bay ở Komi, Nga, nằm cách 8 km về phía tây của Usinsk. Sân bay này có đường băng dài 2.502 m có thể phục vụ máy bay cỡ vừa.

## Các hãng hàng không và các điểm đến
- Komiinteravia (Naryan-Mar, Syktyvkar, Ukhta)
- UTair (Krasnodar, Moskva-Vnukovo)